# 2025年の科学
2025年の科学（2025ねんのかがく）では2025年（令和7年）の科学分野に関する出来事について記述する。

## できごと

### 1月
- 1月10日 - 2024年の世界平均気温が産業革命前の水準と比べて、1.5℃（英語版）上回ったと、欧州連合の気象情報機関「コペルニクス気候変動サービス（英語版）」が発表した[1][2]。
- 1月15日 - 11年に渡って累計で20億個の天体を3兆回以上観測してきた欧州宇宙機関（ESA）の宇宙望遠鏡ガイアがこの日、冷却ガス推進剤の不足を理由に観測を終了した[3][4]。
- 1月21日 - 太陽系外惑星WASP-127bの風速が33,00 km/hに達し、惑星で観測されるジェット気流としては史上最速であることが報告された[5]。
- 1月27日 - 地球近傍小惑星2024 YR4が2032年に地球に1%の確率で衝突する可能性が報告され、トリノスケールが3に位置付けられた[6][7]。その後の追加観測により衝突確率は大幅に低下したが[8]、一時は過去最高の衝突確率が見積もられた[9]。

1月27日: 地球近傍小惑星2024 YR4がトリノスケール3に位置付けられた。

### 2月
- 2月11日 - 中国科学院南海海洋研究所などの研究で、アマダイ科アマダイ属に属する新種の深海魚の発見が報告され、その特徴的な顔の模様が『もののけ姫』の登場人物サンの化粧に似ていることから「Branchiostegus sanae」と命名された[10][11]。
- 2月12日
  - 2023年2月に地中海のKM3NeTで120ペタ電子ボルトに及ぶ過去最大のエネルギーを持つニュートリノを観測したと報告された[12][13]。
  - 宇宙航空研究開発機構（JAXA）のX線天文衛星「XRISM」による観測により、ケンタウルス座銀河団の中心部で高温ガスの流れを発見したと報告された[14]。
- 2月18日 - フランスの核融合実験炉「WEST」が高温のプラズマを22分間にわたって維持し、トカマク型核融合炉としては最長のプラズマ持続時間となった[15][16]。

## 受賞
- アーベル賞
- チューリング賞
- ラスカー賞
  - 基礎医学研究賞
  - 臨床医学研究賞
- ガードナー国際賞
- ウルフ賞
  - ウルフ賞物理学部門
  - ウルフ賞数学部門
  - ウルフ賞化学部門
  - ウルフ賞医学部門
- 京都賞
  - 京都賞基礎科学部門
  - 京都賞先端技術部門
- クラリベイト引用栄誉賞
  - 物理学
  - 化学
  - 生理学・医学
- ショウ賞
  - 天文学
  - 生命科学および医学
  - 数学
- ブレイクスルー賞
  - 基礎物理学ブレイクスルー賞
  - 生命科学ブレイクスルー賞
  - 数学ブレイクスルー賞
- ノーベル賞
  - 物理学賞
  - 化学賞
  - 生理学・医学賞

## 死去
カッコ内は生誕年である。
- 1月4日 – エレノア・マグワイア（英語版）、イギリスの認知神経科学者（* 1970年）

- 1月5日 – 三間圀興（英語版）、日本のプラズマ工学者、レーザー科学者（* 1945年）

- 1月10日 – 奥谷喬司、日本の動物学者（* 1931年）

- 1月15日
  - 太田一也、日本の火山学者（* 1934年）
  - 野崎昭弘、日本の数学者（* 1936年）

- 1月18日 – ヤン・ミチェルスキ（英語版）、ポーランド出身のアメリカ合衆国の数学者（* 1932年）

- 1月19日 – エヴァ・クレイン（英語版）、ハンガリー出身のスウェーデンの免疫学者（* 1925年）

- 1月26日 – アルト・サロマー（英語版）、フィンランドの数学者（* 1934年）

- 1月31日 – 山崎敏光、日本の物理学者（* 1934年）

- 2月5日 – エリザベス・ヴルバ（英語版）、ドイツ出身のアメリカ合衆国の古生物学者（* 1942年）

- 2月11日 – イヴォンヌ・ショケ＝ヴリュア（英語版）、フランスの数学者、物理学者（* 1923年）

- 2月12日 – 鈴木邦彦、日本の神経化学者（* 1932年）